# Chiesa di Santa Croce (Nule)
La chiesa di Santa Croce, Santa Rughe, è un edificio religioso situato a Nule, centro abitato della Sardegna centrale. Consacrata al culto cattolico, fa parte della parrocchia della Natività di Maria, diocesi di Ozieri.

Dai primi anni del XVI secolo la chiesa fu sede di una confraternita religiosa penitenziale, come indicato nella bolla pontificia e nel codice dei disciplinanti presenti nell'archivio della parrocchia del paese.